# Pont del Molí de l'Om
El pont del Molí de l'Om és un pont d'Ulldecona (Montsià) protegit com a bé cultural d'interès local.

## Descripció
Pont format per sis arcades, una de més petita a la banda catalana i quatre iguals al costat valencià, salvant el desnivell del vessant. Hi ha una arcada més gran que uneix banda i banda del riu. En aquest punt el riu forma un petit congost, implicant que les bases de l'arc descansin directament sobre la roca; l'intradós de l'arc té uns dos metres. L'aparell és de maçoneria, de pedres petites, amb carreus a la base. Els arcs estan fets a base de lloses de pedra col·locades a manera de dovelles. Entre arc i arc, i a banda i banda, hi ha un contrafort de tipus triangular fet de maçoneria, de pedra petita, i carreus escairats en el vèrtex. L'interior de l'arc està fet amb lloses de pedra i roca tosca. Les baranes del camí que passa per sobre o bé han desaparegut o bé han estat modificades.

## Història
Rep el nom de l'antic molí de l'Om, situat al seu costat per la banda catalana. Aquest molí fariner es troba a prop del barri Castell, lloc on normalment han estat els molins d'Ulldecona. Aquest fou comprat per uns alemanys a mitjans del segle XX i van renovar-lo com a segona residència. El pont ha estat consolidat. El camí que passa per sobre uneix el molí i voltants amb els afores de Sant Rafel.